# Pedra do Marinho
A Pedra do Marinho é uma rocha localizada entre as cidades de Campina Grande, Massaranduba e Lagoa Seca, estado da Paraíba, Brasil. Encontra-se à 1,58 km da PB-095 próxima ao povoamento Chã do Marinho.
A pedra que outrora já foi completamente cercada por mata atlântica hoje se encontra muito desmatada com vegetação predominantemente espinhosa e seca. Possuindo 313 m de comprimento por 92 m de largura, tem relevo relativamente regular, rochoso, com pouca vegetação. 

## Escalada
O local possui um paredão vertical e outros de menor inclinação, tornando a Pedra do Marinho ideal para escaladas. Há pinos de escaladas na rocha e trechos com maior ou menor grau de dificuldade de escalada. A edição de 2008 do Encontro de Escaladores do Nordeste foi realizada na cidade de Campina Grande e teve a Pedra do Marinho como uma dos lugares de escalada escolhidos.  
- Face Sul e Sudeste da rocha possuem inclinação muito baixa, possibilitando chegar ao seu topo caminhando.
- Face Leste e Nordeste possuem inclinação vertical e são usadas para escaladas.
- Fase Oeste e Noroeste são irregulares e por isso não são usadas nas escaladas.

## Como chegar
O caminho mais acessível é uma estrada de terra partindo da PB-095 indo até a zona rual, passando apenas a 125 m da Pedra do Marinho.

## Ligações Externas
Pedra do Marinho - https://escaladas.com.br/local/id/822